# Pycnopteryx
Genre
Pycnopteryx est un genre de coléoptères de la famille des Ptiliidae.

## Liste d'espèces
Selon Catalogue of Life (4 mars 2021) :
- Pycnopteryx schmidti Dybas, 1955

## Publication originale
- (en) Henry S. Dybas, « New feather-wing beetles from termite nests in the American tropics (Coleoptera: Ptiliidae) », Fieldiana: Zoology, Chicago, FMNH, vol. 37, no 21,‎ 1955, p. 561–577 (ISSN 0015-0754 et 2162-4291, OCLC 12919307, DOI 10.5962/BHL.TITLE.3112, lire en ligne).